# Lijst van afleveringen van Witse
Dit is een lijst van de afleveringen van de Vlaamse televisieserie Witse, geproduceerd door de VRT en uitgezonden op Eén. De serie telt negen seizoenen van telkens 13 afleveringen, en ze liep van begin 2004 tot begin 2012. In 2013 zijn seizoenen 3 en 4 ook uitgezonden in Nederland door de TROS op Nederland 1 onder de naam Commissaris Witse. In 2014 werd seizoen 5 uitgezonden door dezelfde zender. Vanaf 2015 nam de AVROTROS het over na de fusie met de AVRO en zond de seizoenen 6 (2015), 7 en 8 (2016) en 9 (2017) uit.

## Seizoen 1 (2004)
| Nr. serie | Aflevering | Titel                | Scenarist       | Kijkcijfers | Uitzenddatum     |  |
| --- | ---------- | -------------------- | --------------- | ----------- | ---------------- |  |
| 1 | 1          | De ommekeer          | Ward Hulselmans | 1.550.000   | 11 januari 2004  |  |
| Rechercheur Witse van de Federale Recherche is op zoek naar de moordenaars van een juwelier. Tegelijkerijd worstelt hij met privéproblemen. Zijn baas heeft een affaire met zijn vrouw. Na een heftige ruzie wordt hij weggepromoveerd uit Brussel naar Halle, waar hij leiding geeft aan de sectie Moord.                                                      |            |                      |                 |             |                  |  |
| 2 | 2          | De Bonami            | Ward Hulselmans | 1.661.000   | 18 januari 2004  |  |
| Dennis Falkenhofer, matroos op het schip 'Bonami' wordt vermoord gevonden langs het kanaal. De gruwelijke manier waarop hij met een mes is bewerkt, doet de rechercheurs vermoeden dat het hier om een passionele moord gaat. Een zaak voor Witse. Meteen zijn eerste opdracht onder het bevel van zijn hooggeschoolde en bloedmooie overste Ilse Vandecasteele |            |                      |                 |             |                  |  |
| 3 | 3          | Het horloge          | Ward Hulselmans | 1.730.000   | 25 januari 2004  |  |
| Er werd een kind doodgereden en de dader pleegde vluchtmisdrijf. De avond voor de begrafenis belt hij anoniem naar de ouders om zijn spijt te betuigen. Het zou dus kunnen dat hij naar de begrafenis komt en daarom houden de rechercheurs een oogje in het zeil tijdens de plechtigheid                                                                       |            |                      |                 |             |                  |  |
| 4 | 4          | Afscheid             | Ward Hulselmans | 1.562.000   | 1 februari 2004  |  |
| De pittige 35-jarige Charlotte Brabants is enquetrice voor verschillende firma's. Via een huwelijksbrueau is ze in contact gekomen met Jan Duckart, maar na een tijdje heeft ze hem afgewezen. De man nam dit niet en blijft haar achtervolgen. Op een morgen wordt haar lijk gevonden in haar auto op de parking van een toeristische taverne.                 |            |                      |                 |             |                  |  |
| 5 | 5          | Lieve oudjes         | Ward Hulselmans | 1.788.000   | 8 februari 2004  |  |
| ... |            |                      |                 |             |                  |  |
| 6 | 6          | Bijklussen           | Ward Hulselmans | 1.857.000   | 15 februari 2004 |  |
| ... |            |                      |                 |             |                  |  |
| 7 | 7          | Loesje               | Ward Hulselmans | 1.855.000   | 22 februari 2004 |  |
| ... |            |                      |                 |             |                  |  |
| 8 | 8          | Een oude zaak        | Ward Hulselmans | 1.605.000   | 29 februari 2004 |  |
| ... |            |                      |                 |             |                  |  |
| 9 | 9          | De honden            | Ward Hulselmans | 1.675.000   | 7 maart 2004     |  |
| ... |            |                      |                 |             |                  |  |
| 10 | 10         | Monica's passie      | Ward Hulselmans | 1.794.000   | 14 maart 2004    |  |
| ... |            |                      |                 |             |                  |  |
| 11 | 11         | De vergelding        | Ward Hulselmans | 1.537.000   | 21 maart 2004    |  |
| ... |            |                      |                 |             |                  |  |
| 12 | 12         | De tipgever (deel 1) | Ward Hulselmans | 1.461.000   | 28 maart 2004    |  |
| ... |            |                      |                 |             |                  |  |
| 13 | 13         | De tipgever (deel 2) | Ward Hulselmans | 1.727.000   | 4 april 2004     |  |
| ... |            |                      |                 |             |                  |  |

## Seizoen 2 (2004-2005)
| Nr. serie | Aflevering | Titel                  | Scenarist       | Kijkcijfers | Uitzenddatum     |  |
| --------- | ---------- | ---------------------- | --------------- | ----------- | ---------------- |  |
| 14        | 1          | Camera Obscura         | Wout Thielemans | 1.356.000   | 5 december 2004  |  |
| ...       |            |                        |                 |             |                  |  |
| 15        | 2          | Pancha Karma           | Ilse Somers     | 1.232.000   | 12 december 2004 |  |
| ...       |            |                        |                 |             |                  |  |
| 16        | 3          | De groene jongens      | Bas Adriaensen  | 1.298.000   | 19 december 2004 |  |
| ...       |            |                        |                 |             |                  |  |
| 17        | 4          | De lustige weduwe      | Michel Sabbe    | 1.280.000   | 26 december 2004 |  |
| ...       |            |                        |                 |             |                  |  |
| 18        | 5          | De drenkeling          | Koen Vermeiren  | 1.504.000   | 2 januari 2005   |  |
| ...       |            |                        |                 |             |                  |  |
| 19        | 6          | Burengerucht           | Bas Adriaensen  | 1.450.000   | 9 januari 2005   |  |
| ...       |            |                        |                 |             |                  |  |
| 20        | 7          | Inch' Allah            | Koen Vermeiren  | 1.585.000   | 16 januari 2005  |  |
| ...       |            |                        |                 |             |                  |  |
| 21        | 8          | De eenzaat             | Bas Adriaensen  | 1.717.000   | 23 januari 2005  |  |
| ...       |            |                        |                 |             |                  |  |
| 22        | 9          | Diabolo                | Michel Sabbe    | 1.782.000   | 30 januari 2005  |  |
| ...       |            |                        |                 |             |                  |  |
| 23        | 10         | Tweespoor              | Bas Adriaensen  | 1.813.000   | 6 februari 2005  |  |
| ...       |            |                        |                 |             |                  |  |
| 24        | 11         | Veel liefs uit Rusland | Bas Adriaensen  | 1.812.000   | 13 februari 2005 |  |
| ...       |            |                        |                 |             |                  |  |
| 25        | 12         | De val (deel 1)        | Bas Adriaensen  | 1.735.000   | 20 februari 2005 |  |
| ...       |            |                        |                 |             |                  |  |
| 26        | 13         | De val (deel 2)        | Bas Adriaensen  | 1.739.000   | 27 februari 2005 |  |
| ...       |            |                        |                 |             |                  |  |

## Seizoen 3 (2006)
| Nr. serie | Aflevering | Titel             | Scenarist      | Kijkcijfers | Uitzenddatum     |  |
| --- | ---------- | ----------------- | -------------- | ----------- | ---------------- |  |
| 27 | 1          | De perfecte moord | Koen Vermeiren | 1.638.300   | 19 februari 2006 |  |
| ... |            |                   |                |             |                  |  |
| 28 | 2          | Kinderspel        | Bas Adriaensen | 1.642.100   | 26 februari 2006 |  |
| ... |            |                   |                |             |                  |  |
| 29 | 3          | Tegen de muur     | Carl Joos      | 1.619.900   | 5 maart 2006     |  |
| ... |            |                   |                |             |                  |  |
| 30 | 4          | Dodenrit          | Bas Adriaensen | 1.500.500   | 12 maart 2006    |  |
| ... |            |                   |                |             |                  |  |
| 31 | 5          | Het landjuweel    | Koen Vermeiren | 1.556.600   | 19 maart 2006    |  |
| ... |            |                   |                |             |                  |  |
| 32 | 6          | De dorpsgek       | Michel Sabbe   | 1.608.100   | 26 maart 2006    |  |
| ... |            |                   |                |             |                  |  |
| 33 | 7          | De pyromaan       | Bas Adriaensen | 1.699.700   | 2 april 2006     |  |
| Er is een pyromaan in Halle actief die in tien nachten net zoveel branden sticht. Uiteindelijk vliegt er een boot in brand, waarbij iemand omkomt. Wytincks wil dat de pyromaan gepakt wordt, maar Witse vermoedt dat de pyromaan en de moordenaar niet dezelfde zijn. |            |                   |                |             |                  |  |
| 34 | 8          | De regel van drie | Koen Vermeiren | 1.500.700   | 9 april 2006     |  |
| Witse krijgt het zwaar als hij in korte tijd twee lijken vindt die beide zijn vastgebonden en verstikt met een plastic zak. |            |                   |                |             |                  |  |
| 35 | 9          | Onbekend lijk     | Bas Adriaensen | 1.508.000   | 16 april 2006    |  |
| In het water wordt het lijk van een onbekende Aziatische vrouw gevonden die in stukken is gesneden. Identificatie is moeilijk en als Witse te weten komt wie ze is, wordt het niet makkelijker. |            |                   |                |             |                  |  |
| 36 | 10         | Afscheidscadeau   | Carl Joos      | 1.591.100   | 23 april 2006    |  |
| Witse krijgt een oproep van een getuige uit een oude Brusselse zaak. Ze zegt dat haar verklaring waardoor de dader achter slot en grendel is gegaan vals was. Een uur later is ze overleden. |            |                   |                |             |                  |  |
| 37 | 11         | Obsessie          | Bas Adriaensen | 1.475.000   | 30 april 2006    |  |
| Witse en Sam onderzoeken de moord op een makelaar, die in eerste instantie een vergissing lijkt. Sam moet proberen professioneel te blijven als meer oud-klasgenoten van haar opduiken. |            |                   |                |             |                  |  |
| 38 | 12         | Gif (deel 1)      | Koen Vermeiren | 1.389.300   | 7 mei 2006       |  |
| Een vrouw wordt verdacht van moord op haar man door cyanide in zijn yoghurt te mengen. Wanneer echter enkele dagen later in een school ook een kind aan vergiftigde yoghurt overlijdt, moet de politie er alles aan doen om paniek in Halle te voorkomen en om de dader zo snel mogelijk in de kraag te vatten. Daar beide potjes uit hetzelfde warenhuis komen, wordt het gehele productieproces onderzocht. |            |                   |                |             |                  |  |
| 39 | 13         | Gif (deel 2)      | Bas Adriaensen | 1.566.500   | 14 mei 2006      |  |
| De moordenaar, die nota bene voor de politie werkte, handelde uit wraak. De kruidenierszaak van zijn ouders ging failliet door de komst van het grote warenhuis. Daarom vergiftigde hij daar de potjes yoghurt: hij stak een naald door de verpakking en spoot er zo de cyanide in. |            |                   |                |             |                  |  |

## Seizoen 4 (2006-2007)
| Nr. serie | Aflevering | Titel                  | Scenarist         | Kijkcijfers | Uitzenddatum     |  |
| --- | ---------- | ---------------------- | ----------------- | ----------- | ---------------- |  |
| 40 | 1          | Lief hondje            | Bas Adriaensen    | 1.065.200   | 15 oktober 2006  |  |
| Witse doet onderzoek naar de verdwijning van een kind. De depressieve moeder en de plaatselijke pedofiel maken het niet makkelijker. |            |                        |                   |             |                  |  |
| 41 | 2          | Nachttrein             | Koen Vermeiren    | 1.221.600   | 22 oktober 2006  |  |
| Op het station wordt het vermoorde en verkrachte lichaam van een vrouw aangetroffen. De eerste verdenkingen gaan naar de ex-vriend en een groep buitenlanders, totdat er de volgende nacht nog een lichaam wordt gevonden.                  |            |                        |                   |             |                  |  |
| 42 | 3          | De brave moordenaar    | Luc Vancampenhout | 1.455.200   | 29 oktober 2006  |  |
| De impopulaire advocaat Joris Camerlynck is vermoord. Hij heeft kort daarvoor nog Fons Van Heurck, de boer die ervan verdacht wordt zijn vrouw te hebben vermoord, vrij gekregen.                                                           |            |                        |                   |             |                  |  |
| 43 | 4          | De brouwerij           | Dimitri Dupont    | 1.540.400   | 5 november 2006  |  |
| Op een ochtend worden het lijk van een gezelschapsdame en van een plaatselijke bierbrouwer gevonden. Eerst lijkt het alsof het twee aparte zaken zijn, maar dan blijken er toch lijntje met elkaar verbonden.                               |            |                        |                   |             |                  |  |
| 44 | 5          | The Connection         | Dimitri Dupont    | 1.497.500   | 12 november 2006 |  |
| Arnold Verbeeck, het tirannieke hoofd van de afdeling verzending, wordt vermoord gevonden. Witse ontdekt dat de man met veel mensen overhoop lag. Hij krijgt geen oplossing tot de moeder van een van de medewerkers onder Verbeeck sterft. |            |                        |                   |             |                  |  |
| 45 | 6          | Duivels koppel         | Bas Adriaensen    | 1.514.100   | 19 november 2006 |  |
| Witse moet onderzoek doen naar de moord op een rijke weduwe. Een moeilijke zaak, omdat iedereen in het huis er eigen belangen op nahoudt.                                                                                                   |            |                        |                   |             |                  |  |
| 46 | 7          | Scherven               | Koen Vermeiren    | 1.445.200   | 26 november 2006 |  |
| Witse moet erachter komen wie de scheikundeleraar van een internaat heeft vermoord. |            |                        |                   |             |                  |  |
| 47 | 8          | De bejaarde man        | Bas Adriaensen    | 1.590.000   | 3 december 2006  |  |
| Nu Witse in het ziekenhuis ligt, heeft Van Deun de leiding in een onderzoek naar een man die in eerste instantie van de trap schijnt te zijn gevallen.                                                                                      |            |                        |                   |             |                  |  |
| 48 | 9          | Eerwraak               | Dimitri Dupont    | 1.601.300   | 10 december 2006 |  |
| De spanningen komen op scherp te staan als er een moslimmeisje wordt vermoord, een ingewikkelde zaak die er niet beter op wordt als de beste vriendin van de moslima ook wordt aangevallen.                                                 |            |                        |                   |             |                  |  |
| 49 | 10         | Hudo                   | Charles De Weerdt | 1.705.500   | 7 januari 2007   |  |
| Tijdens een nachtspel op een zomerkamp wordt een meisje gewurgd aangetroffen. Maar iedereen van het kamp lijkt een alibi te hebben door de duo's waarin het spel gespeeld werd.                                                             |            |                        |                   |             |                  |  |
| 50 | 11         | Huisbezoek             | Koen Vermeiren    | 1.715.000   | 14 januari 2007  |  |
| Witse probeert uit te vinden wie er twee prostituees heeft vermoord. Iets wat niet makkelijker is, omdat de echtscheiding van dokter Maas nu ook vat om de commissaris heeft.                                                               |            |                        |                   |             |                  |  |
| 51 | 12         | Soirée Privée (deel 1) | Bas Adriaensen    | 1.702.000   | 21 januari 2007  |  |
| Witse en Deconinck onderzoeken de moord op een jong meisje in het bos en Romain Van Deun en Rudy Daems onderzoeken de moord op een oud-BOA. De twee moorden hebben met elkaar te maken.                                                     |            |                        |                   |             |                  |  |
| 52 | 13         | Soirée Privée (deel 2) | Bas Adriaensen    | 1.872.700   | 28 januari 2007  |  |
| Witse wil dat Van Deun open kaart speelt over de zaak Geluwaard. Hij wordt in zijn woning neergeschoten. |            |                        |                   |             |                  |  |

## Seizoen 5 (2008)
| Nr. serie | Aflevering | Titel              | Scenarist                                      | Kijkcijfers | Uitzenddatum      |  |
| --- | ---------- | ------------------ | ---------------------------------------------- | ----------- | ----------------- |  |
| 53 | 1          | Innige band        | Koen Vermeiren                                 | 1.461.900   | 7 september 2008  |  |
| Een vrouw wordt dood teruggevonden in haar flat. De hoofdverdachten zijn haar ex-man, die net een aantal jaren in de gevangenis heeft gezeten, maar die heeft het "perfecte" alibi: hij staat onder elektronisch toezicht. |            |                    |                                                |             |                   |  |
| 54 | 2          | Het meisje         | Bas Adriaensen                                 | 1.423.500   | 14 september 2008 |  |
| Op een bouwwerf wordt een dode jongeman gevonden. Hij blijkt een illegale asielzoeker te zijn. Het onderzoek leidt naar werkgevers die het niet zo nauw nemen met de sociale wetgeving. |            |                    |                                                |             |                   |  |
| 55 | 3          | Mr Cash            | Dimitri Dupont & Wout Thielemans               | 1.426.000   | 21 september 2008 |  |
| Een rijke notaris wordt dood teruggevonden, gestikt in zijn eigen mondvocht. Witse sluit vriendschap met de tuinman van de notaris en ontdekt via hem dat laatstgenoemde een liederlijk leven leidde dat hem vele vijanden opleverde. |            |                    |                                                |             |                   |  |
| 56 | 4          | Terminaal          | Charles De Weerdt & Wout Thielemans            | 1.558.700   | 28 september 2008 |  |
| Witse en zijn team starten een onderzoek naar een seriemoordenaar die meerdere, schijnbaar willekeurige slachtoffers op dezelfde dag heeft gemaakt. |            |                    |                                                |             |                   |  |
| 57 | 5          | Familie            | Bas Adriaensen                                 | 1.548.100   | 5 oktober 2008    |  |
| Luc, de jongere broer van Sam, wordt verdacht van diefstal van een autoradio en moord. Vanwege betrokkenheid mag zij niet deelnemen aan het onderzoek. Wanneer ze toch bewijsmateriaal vindt, wordt er afgesproken dat Van Deun dit heeft gevonden. |            |                    |                                                |             |                   |  |
| 58 | 6          | Huize Zonnewende   | Koen Vermeiren                                 | 1.527.700   | 12 oktober 2008   |  |
| In het bejaardentehuis wordt een inwoner vermoord. Volgens de andere bewoners was deze man een voormalig onderzoeksjournalist die nu iets had achterhaald. Het probleem is dat de hoofdgetuige dementerend is. |            |                    |                                                |             |                   |  |
| 59 | 7          | De therapeut       | Dirk Nielandt                                  | 1.619.700   | 19 oktober 2008   |  |
| Een therapeut wordt verdacht de moord op een van zijn patiënten in scène te hebben gezet, zodat het lijkt alsof zij zelfmoord heeft gepleegd. |            |                    |                                                |             |                   |  |
| 60 | 8          | Blind vertrouwen   | Pieter De Graeve                               | 1.498.300   | 26 oktober 2008   |  |
| Bram, een blinde jongen, is enige getuige van de moord op een bibliothecaresse. Zijn leven komt ook in gevaar wanneer de moordenaar achterhaalt dat hij verklaringen heeft afgelegd. |            |                    |                                                |             |                   |  |
| 61 | 9          | Corvette           | Luc Vancampenhout                              | 1.652.600   | 2 november 2008   |  |
| Een bestuurder in een Corvette rijdt een fietsend gezin aan, waarbij de zoon overlijdt. De chauffeur is betrokken bij een zwendel in tweedehandswagens en corruptie in de wereld van de autoraces. |            |                    |                                                |             |                   |  |
| 62 | 10         | Dilemma            | Koen Vermeiren, Wout Thielemans & Eric Taelman | 1.664.600   | 9 november 2008   |  |
| Nadat een priester is vermoord, is Witse er zeker van dat de vredelievende man er een dubbelleven op nahield. Witse denkt dat de priester betrokken is bij een zaak van een oud-gangster die niet veel eerder bij de pastoor te biechten kwam. |            |                    |                                                |             |                   |  |
| 63 | 11         | De Samaritaan      | Wout Thielemans                                | 1.764.600   | 16 november 2008  |  |
| De rijke zakenman Louis Verdonckt lijkt te zijn vergiftigd met een overdosis morfine. Witse vermoedt moord, vooral als hij erachter komt dat het in de familie Verdonckt aan motieven niet ontbreekt en aan familiegevoel des te meer. |            |                    |                                                |             |                   |  |
| 64 | 12         | De Icarus (deel 1) | Dimitri Dupont                                 | 1.686.000   | 23 november 2008  |  |
| Marie, een jonge amazone, rijdt met haar fiets achterop een stilstaande auto en is op slag dood. Het meisje kwam van een paardenrace en blijkt verdoofd te zijn. De betreffende race was ter kwalificatie van een Europese wedstrijd in het buitenland. Daarnaast wordt Witse opgeroepen als getuige in de rechtszaak tegen Sams broer, maar zijn verklaring leidt er enkel toe dat Luc door de volksjury nog verdachter overkomt. |            |                    |                                                |             |                   |  |
| 65 | 13         | De Icarus (deel 2) | Dimitri Dupont                                 | 1.928.400   | 30 november 2008  |  |
| Witse achterhaalt dat de paardenmanege waar Marie eerder werd verdoofd een dekmantel is van een diamantenzwendel. Wellicht dankzij een verklaring van Sam wordt haar broer Luc vrijgesproken op verdenking van moord. |            |                    |                                                |             |                   |  |

## Seizoen 6 (2009)
| Nr. serie | Aflevering | Titel                          | Scenarist                  | Kijkcijfers | Marktaandeel | Uitzenddatum     |  |
| --- | ---------- | ------------------------------ | -------------------------- | ----------- | ------------ | ---------------- |  |
| 66 | 1          | Zondagskind                    | Pieter De Graeve           | 1.415.361   | 0,58         | 4 oktober 2009   |  |
| Een bloemiste is op weg naar een receptie wanneer haar auto wordt gestolen en haar kind ontvoerd. |            |                                |                            |             |              |                  |  |
| 67 | 2          | In Godsnaam                    | Dirk Nielandt              | 1.496.983   | 55.3%        | 11 oktober 2009  |  |
| Een man wordt in zijn winkel doodgeslagen gevonden. Het blijkt dat hij de lotto had gewonnen maar probeerde dat voor iedereen verborgen te houden. |            |                                |                            |             |              |                  |  |
| 68 | 3          | Eén voor allen, allen voor één | Charles De Weerdt          | 1.490.643   | 57.4%        | 18 oktober 2009  |  |
| In zijn woning wordt de tachtigjarige Marcel Moerman verstikt met een kussen en ook van zijn spaargeld beroofd. Er zijn geen sporen van inbraak en alleen kleindochter Nele en buurvrouw Suzanne hebben een sleutel. Het spoor leidt uiteindelijk naar de kleinzoon van de buurvrouw, Jeffrey, en zijn verkeerde vrienden. |            |                                |                            |             |              |                  |  |
| 69 | 4          | Kortjakje                      | Rita Bossaer               | 1.535.002   | 57.6%        | 25 oktober 2009  |  |
| Er wordt een man vermoord gevonden in een kapel. Thuis blijkt dat zijn zoontje ernstig ziek is, al zijn doktoren er nog steeds niet uit waardoor. |            |                                |                            |             |              |                  |  |
| 70 | 5          | Babyblues                      | Hola Guapa                 | 1.471.918   | 57.4%        | 1 november 2009  |  |
| Voordat Sam terugkomt naar België, hebben Witse en Billy Tindalie nog een zaak: een baby van drie maanden die overleden is aan het shakenbabysyndroom. |            |                                |                            |             |              |                  |  |
| 71 | 6          | Chef                           | Dirk Nielandt              | 1.530.743   | 56.7%        | 8 november 2009  |  |
| De baas van een beroemd restaurant komt zichzelf aangeven omdat hij zijn souschef heeft vermoord. Maar het ontbreekt aan een motief. |            |                                |                            |             |              |                  |  |
| 72 | 7          | De prooi                       | Pieter De Graeve           | 1.637.628   | 60.5%        | 15 november 2009 |  |
| Van Deun neemt tijdelijk de rol van hoofdcommissaris op zich, wat hem doet belanden in een zaak waarin een brave huisvader ineens overvallen gaat plegen. |            |                                |                            |             |              |                  |  |
| 73 | 8          | In de fout                     | Charles De Weerdt          | 1.648.286   | 61.2%        | 22 november 2009 |  |
| ... |            |                                |                            |             |              |                  |  |
| 74 | 9          | In vrije val                   | Hola Guapa                 | 1.574.000   | 57.6%        | 29 november 2009 |  |
| ... |            |                                |                            |             |              |                  |  |
| 75 | 10         | IJskoud                        | Rita Bossaer               | 1.720.359   | 0,65         | 6 december 2009  |  |
| Een ijsventer wordt vermoord gevonden: zijn tong werd afgesneden en hij stikte in zijn eigen bloed. Niet veel later wordt zijn broer – en tevens baas van de ijsfabriek – op exact dezelfde manier omgebracht. De vrouw van laatstgenoemde werd iets meer dan twintig jaar geleden zwanger van hun toenmalige huisdokter en besloot het kind te houden. Zij en de twee broers verspreidden destijds het gerucht dat de dokter haar had verkracht, waardoor zijn praktijk was gekelderd. Diezelfde dokter is nu de nieuwe collega van wetsdokter Veronique.                                 |            |                                |                            |             |              |                  |  |
| 76 | 11         | Onder vuur                     | Pieter De Graeve           | 1.673.282   | 66.5%        | 13 december 2009 |  |
| Er wordt een lijk gevonden in een uitgebrande wagen. De autosleutels worden vermist en onderzoek toont aan dat de wagen aan de buitenkant in brand is gestoken, dus dat de bestuurder moet zijn vermoord. Wanneer de dochter van de broer van de vermoorde persoon op veertienjarige leeftijd zwanger blijkt te zijn, dient het team van Witse uit te zoeken of er een pedofiel actief is en of dit met de moord verband houdt. |            |                                |                            |             |              |                  |  |
| 77 | 12         | Bloedlijn (deel 1)             | Hola Guapa & Dirk Nielandt | 1.692.753   | 0,63         | 20 december 2009 |  |
| Op een bouwwerf wordt een lijk gevonden. Het slachtoffer was als vermist opgegeven en werkte in het farmaceutisch bedrijf waar ook de vrouw van Wijtinckx werkt. Er wordt al snel een verband gelegd tussen deze moord, de maffia en xtc. Wellicht is er een link tussen het farmaceutisch bedrijf en een bouwonderneming. Omdat Wijtinckx betrokken partij is, wordt hij tijdelijk vervangen door Paul Keysers. Keysers haalt Witse en zijn team van de zaak en stelt anderen aan. Witse is het daar niet mee eens en gaat op eigen houtje verder. De vrouw van Wijtinckx wordt vermoord. |            |                                |                            |             |              |                  |  |
| 78 | 13         | Bloedlijn (deel 2)             | Hola Guapa & Dirk Nielandt | 1.778.788   | 65.5%        | 27 december 2009 |  |
| Keysers is van mening dat Wijtinckx zijn vrouw doodde omdat zij een affaire had met een manager van het farmaceutisch bedrijf. Witse wordt geschorst omdat hij zich toch mengt in het onderzoek, maar dat houdt hem niet tegen. Hij achterhaalt dat de vrouw van Wijtinckx wel degelijk werd vermoord door de Italiaanse maffia, dat de xtc wordt gemaakt met stoffen die aan het farmaceutisch bedrijf worden geleverd en dat het bouwbedrijf ook betrokken is. |            |                                |                            |             |              |                  |  |

## Seizoen 7 (2010)
| Nr. serie | Aflevering | Titel                       | Scenarist                  | Kijkcijfers Live 6+ | Marktaandeel | Uitzenddatum     |  |
| --------- | ---------- | --------------------------- | -------------------------- | ------------------- | ------------ | ---------------- |  |
| 79        | 1          | Pianissimo                  | Hola Guapa                 | 1.835.842           | 63.62%       | 14 februari 2010 |  |
| ...       |            |                             |                            |                     |              |                  |  |
| 80        | 2          | Game Over                   | Dirk Nielandt              | 1.872.074           | 63.93%       | 21 februari 2010 |  |
| ...       |            |                             |                            |                     |              |                  |  |
| 81        | 3          | Blufpoker                   | Charles De Weerdt          | 1.787.165           | 63.66%       | 28 februari 2010 |  |
| ...       |            |                             |                            |                     |              |                  |  |
| 82        | 4          | Klare Lijn                  | Rita Bossaer               | 1.662.106           | 59.83%       | 14 maart 2010    |  |
| ...       |            |                             |                            |                     |              |                  |  |
| 83        | 5          | Jelle                       | Pieter De Graeve           | 1.724.798           | 64.77%       | 21 maart 2010    |  |
| ...       |            |                             |                            |                     |              |                  |  |
| 84        | 6          | Rellen (deel 1)             | Hola Guapa & Dirk Nielandt | 1.716.058           | 60.07%       | 28 maart 2010    |  |
| ...       |            |                             |                            |                     |              |                  |  |
| 85        | 7          | Rellen (deel 2)             | Hola Guapa & Dirk Nielandt | 1.533.776           | 57.08%       | 4 april 2010     |  |
| ...       |            |                             |                            |                     |              |                  |  |
| 86        | 8          | Hoofdzaak                   | Dirk Nielandt              | 1.717.866           | 0,61         | 11 april 2010    |  |
| ...       |            |                             |                            |                     |              |                  |  |
| 87        | 9          | Maskers                     | Hola Guapa                 | 1.707.376           | ??.??%       | 18 april 2010    |  |
| ...       |            |                             |                            |                     |              |                  |  |
| 88        | 10         | Fleur                       | Rita Bossaer               | 1.687.120           | 61.2%        | 25 april 2010    |  |
| ...       |            |                             |                            |                     |              |                  |  |
| 89        | 11         | Tweestrijd                  | Charles De Weerdt          | 1.621.785           | 0,55         | 2 mei 2010       |  |
| ...       |            |                             |                            |                     |              |                  |  |
| 90        | 12         | Achter De Waarheid (deel 1) | Pieter De Graeve           | 1.448.384           | ??.??%       | 9 mei 2010       |  |
| ...       |            |                             |                            |                     |              |                  |  |
| 91        | 13         | Achter De Waarheid (deel 2) | Pieter De Graeve           | 1.822.841           | ??.??%       | 16 mei 2010      |  |
| ...       |            |                             |                            |                     |              |                  |  |

## Seizoen 8 (2010-2011)
| Nr. serie | Aflevering | Titel                         | Scenarist         | Kijkcijfers Live 6+ | Marktaandeel | Uitzenddatum     |  |
| --- | ---------- | ----------------------------- | ----------------- | ------------------- | ------------ | ---------------- |  |
| 92 | 1          | De informant (deel 1)         | Dirk Nielandt     | 1.853.022           | 0,61         | 14 november 2010 |  |
| Een motorrijder crasht op een verlaten weg. Wat eerst een ongeval met vluchtmisdrijf lijkt, blijkt al snel uit te draaien op een moordzaak. Witse vermoedt dat het vastgoedproject Halle 2020 er iets mee te maken heeft. Wanneer zijn onderzoek een informant van de financiële recherche dreigt te ontmaskeren, krijgt hij niet alleen zware tegenkanting vanuit eigen rangen. Ook de politiek gaat zich met de zaak bemoeien. |            |                               |                   |                     |              |                  |  |
| 93 | 2          | De informant (deel 2)         | Dirk Nielandt     | 1.767.626           | 59.64%       | 21 november 2010 |  |
| ... |            |                               |                   |                     |              |                  |  |
| 94 | 3          | Ongestoord bezoek             | Charles De Weerdt | 1.716.336           | 0,56         | 28 november 2010 |  |
| ... |            |                               |                   |                     |              |                  |  |
| 95 | 4          | Onder de toren                | Pieter De Graeve  | 1.942.475           | 66.22%       | 5 december 2010  |  |
| ... |            |                               |                   |                     |              |                  |  |
| 96 | 5          | Vrije slag                    | Hola Guapa        | 1.848.166           | 65.2%        | 12 december 2010 |  |
| ... |            |                               |                   |                     |              |                  |  |
| 97 | 6          | Pest                          | Hola Guapa        | 1.762.536           | 64.62%       | 19 december 2010 |  |
| ... |            |                               |                   |                     |              |                  |  |
| 98 | 7          | Overdosis                     | Dirk Nielandt     | 1.870.793           | 62.24%       | 26 december 2010 |  |
| ... |            |                               |                   |                     |              |                  |  |
| 99 | 8          | Paso Dramatico                | Rita Bossaer      | 1.794.323           | 62.41%       | 2 januari 2011   |  |
| Hector Segovia, Europees kampioen tangodanser, wordt tijdens chatten met Lola Guttierez vermoord. Segovia heeft op het dansvloer heel veel harten sneller doen kloppen, maar er ook een aantal gebroken. De moordenaar kan dus een afgewezen persoon of een gedumpte ex geweest zijn. |            |                               |                   |                     |              |                  |  |
| 100 | 9          | Verstikt                      | Hola Guapa        | 1.917.654           | 63.95%       | 9 januari 2011   |  |
| In zijn friettent wordt de 69-jarige Louis Selleslags gevonden met een touw om zijn nek. Het lijkt op zelfmoord, maar moord is niet uitgesloten. Vooral niet als Witse ontdekt dat Selleslags en zijn oudste zoon Gunter in de clinch liggen met Pieter Goeman, een grote concurrent. |            |                               |                   |                     |              |                  |  |
| 101 | 10         | Breekpunt                     | Pieter De Graeve  | 2.024.341           | 67.18%       | 16 januari 2011  |  |
| Een bus met de dode bestuurder Ewout Staelens erin wordt midden in de stad gevonden. Hij is met meerdere messteken omgebracht. De jonge buschauffeur was kort ervoor nog schuldig bevonden aan een dodelijke aanrijding. |            |                               |                   |                     |              |                  |  |
| 102 | 11         | Hondstrouw                    | Rita Bossaer      | 2.008.630           | 67.07%       | 23 januari 2011  |  |
| ... |            |                               |                   |                     |              |                  |  |
| 103 | 12         | Natuurlijke Selectie (deel 1) | Jan Matterne, Jr. | 1.867.902           | 0,65         | 30 januari 2011  |  |
| ... |            |                               |                   |                     |              |                  |  |
| 104 | 13         | Natuurlijke Selectie (deel 2) | Jan Matterne, Jr. | 1.935.385           | 0,67         | 6 februari 2011  |  |
| ... |            |                               |                   |                     |              |                  |  |

## Seizoen 9 (2012)
| Nr. serie | Aflevering | Titel           | Scenarist                   | Kijkcijfers Live 6+ | Marktaandeel | Uitzenddatum     | Uitzenddatum  |  |
| --- | ---------- | --------------- | --------------------------- | ------------------- | ------------ | ---------------- | ------------- |  |
| 105 | 1          | Tattoo Tim      | Nicholas Roelandts          | 1.860.167           | 66.9%        | 8 januari 2012   | 7 april 2017  |  |
| ... |            |                 |                             |                     |              |                  |               |  |
| 106 | 2          | Sans-papiers    | Dirk Nielandt               | 1.810.440           | 60.7%        | 15 januari 2012  | 14 april 2017 |  |
| ... |            |                 |                             |                     |              |                  |               |  |
| 107 | 3          | Moederliefde    | Jan Matterne, Jr.           | 1.925.198           | 0,65         | 22 januari 2012  | 21 april 2017 |  |
| ... |            |                 |                             |                     |              |                  |               |  |
| 108 | 4          | Babs            | Geert Bouckaert             | 1.852.162           | 62.6%        | 29 januari 2012  | 28 april 2017 |  |
| ... |            |                 |                             |                     |              |                  |               |  |
| 109 | 5          | Blauwe Droom    | Koen Sonck (van Hola Guapa) | 1.971.231           | 64.4%        | 5 februari 2012  | 12 mei 2017   |  |
| Een tiener (Brecht Van Camp) wordt op school gevonden met een sjaal om zijn nek. Het lijkt erop alsof hij het wurgspel blauwe droom heeft gespeeld. Er blijken echter meer zaken te spelen op de scholengemeenschap in Halle. En Brecht is dan ook vermoord. Dit is tevens de aflevering waarin Witse hoort dat zijn vader is overleden                                     |            |                 |                             |                     |              |                  |               |  |
| 110 | 6          | Prinses Nele    | Rita Bossaer                | 2.004.666           | 64.5%        | 12 februari 2012 | 19 mei 2017   |  |
| Een jonge vrouw (Nele) is slachtoffer van een dodelijke aanrijding. Ze heeft echter 3 steekwonden, dus de aanrijding zelf is niet de doodsoorzaak. De broer van het slachtoffer, haar vriendin en haar vriend spelen een bijzondere rol. Het lijkt alsof Nele een alternatief leven heeft in plaats van de baan als babysitter waarvan haar ouders denken dat ze die heeft. |            |                 |                             |                     |              |                  |               |  |
| 111 | 7          | In de vlucht    | Pieter De Graeve            | 1.846.172           | 61.1%        | 19 februari 2012 | 26 mei 2017   |  |
| ... |            |                 |                             |                     |              |                  |               |  |
| 112 | 8          | Vijf (deel 1)   | Hola Guapa & Dirk Nielandt  | 1.888.024           | 63.3%        | 26 februari 2012 | 2 juni 2017   |  |
| ... |            |                 |                             |                     |              |                  |               |  |
| 113 | 9          | Vijf (deel 2)   | Hola Guapa & Dirk Nielandt  | 1.814.642           | 59.5%        | 4 maart 2012     | 9 juni 2017   |  |
| ... |            |                 |                             |                     |              |                  |               |  |
| 114 | 10         | Ademnood        | Dirk Nielandt               | 1.804.922           | 0,61         | 11 maart 2012    | 16 juni 2017  |  |
| ... |            |                 |                             |                     |              |                  |               |  |
| 115 | 11         | Sister Morphine | Jan Matterne, Jr.           | 1.687.536           | 58.7%        | 18 maart 2012    | 23 juni 2017  |  |
| ... |            |                 |                             |                     |              |                  |               |  |
| 116 | 12         | Radeloos        | Pieter De Graeve            | 1.690.724           | 61.1%        | 25 maart 2012    | 30 juni 2017  |  |
| ... |            |                 |                             |                     |              |                  |               |  |
| 117 | 13         | Zinloos         | Rita Bossaer                | 1.954.888           | 64.4%        | 1 april 2012     | 7 juli 2017   |  |
| ... |            |                 |                             |                     |              |                  |               |  |